# Katoomba, New South Wales

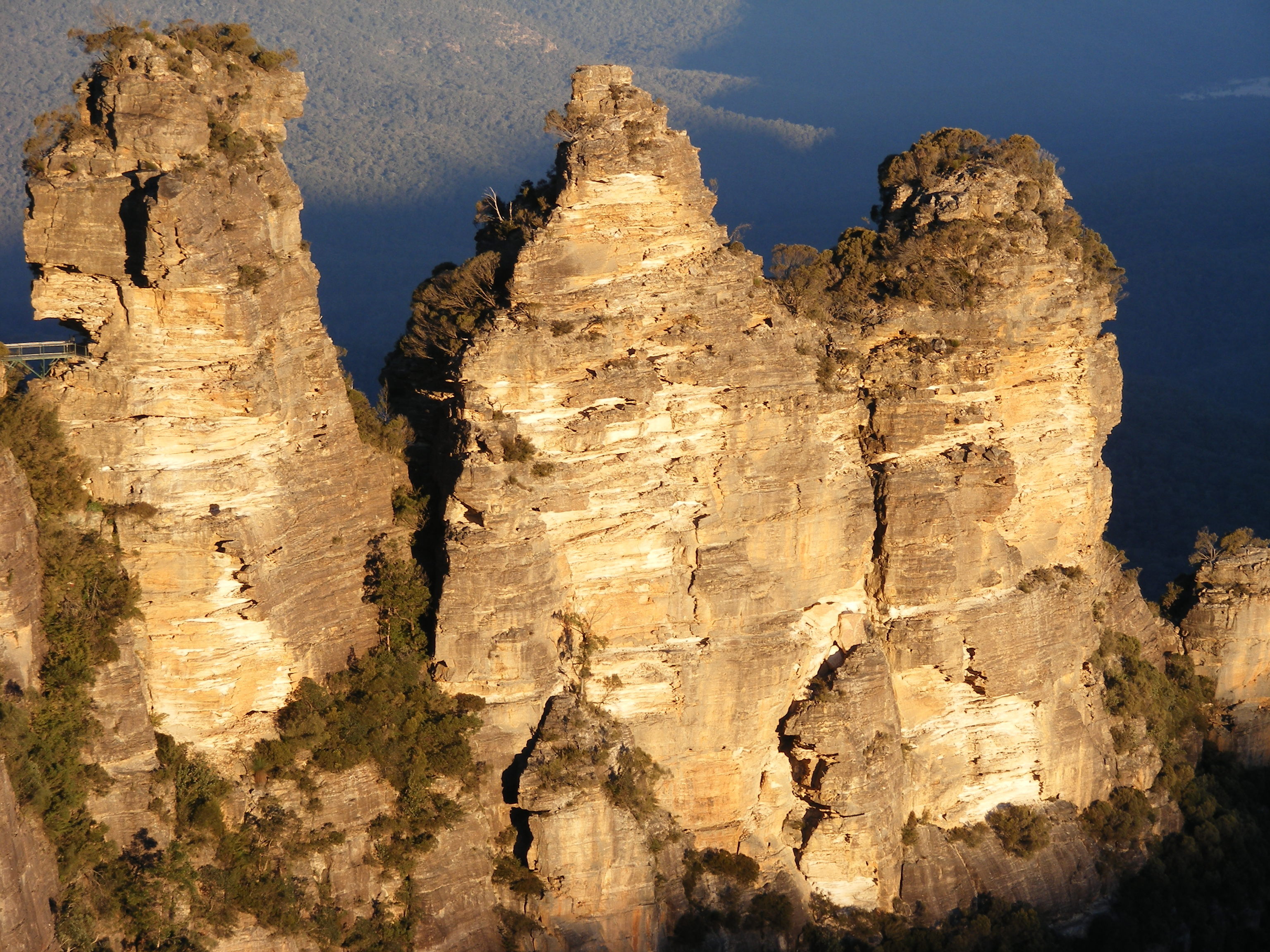
Three Sisters, Katoomba

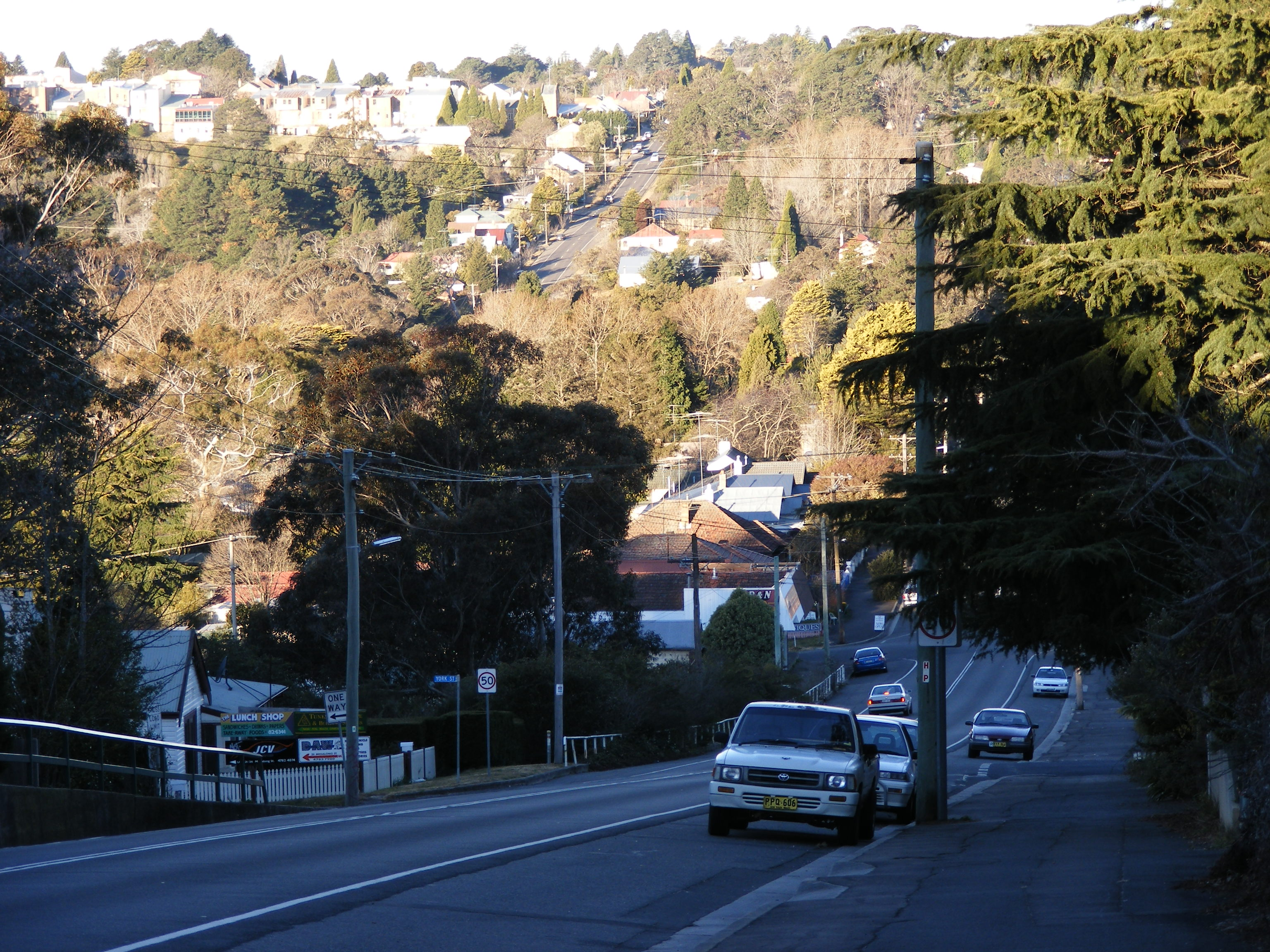
Katoomba

Katoomba este o suburbie (town) în Munții Albaștri, Noul Wales de Sud, Australia.
Katoomba e înconjurată de Parcul Național Blue-Mountains.